# Baudinard-sur-Verdon
Baudinard-sur-Verdon é uma comuna francesa na região administrativa da Provença-Alpes-Costa Azul, no departamento de Var. Estende-se por uma área de 21,97 km². Em 2010 a comuna tinha 237 habitantes (densidade: 10,8 hab./km²).